# Wildgärst
Wildgärst är ett berg i Bernalperna i kantonen Bern i Schweiz. Det är beläget cirka 55 kilometer sydost om huvudstaden Bern, norr om Schwarzhorn. Berget ligger mellan Brienzsjön och bergspasset Grosse Scheidegg. Toppen på Wildgärst är 2 891 meter över havet.